# 104-es busz (Pécs)
A pécsi 104-es jelzésű autóbusz Petőfi-akna illetve István-akna és Uránváros között közlekedik, közvetlen csatlakozást biztosítva a várossal. A csak hétköznap reggel induló egyetlen kb. 45 perc alatt tette meg a 18,5 km-es távot.
Elődje, a 114-es buszjárat Petőfi-akna  és a Belváros között közlekedett közvetlen csatlakozást biztosítva a várossal. Csak hétköznap reggelente indult három járat. 32 perc alatt ért be a Zsolnay-szoborhoz vezető 14,6 km-es úton.

## Története
A 114-es előzményének tekinthetjük az M86-os járatot, amely Újmecsekalja (ma Uránváros) és Petőfi-akna között közlekedett (eredetileg a Petőfi utca után felkanyarodott az MTA-székházig), később az M82-es és M86-os járatok közlekedtek Uránváros és Petőfi-akna között (a 2-es és a 14-es útvonalán, az M82-es somogyi betéréssel), mindkét irányban napi 3-4 alkalommal. Az M86-os 1993 óta, az M82-es 1994. júniusától nem közlekedik.
2002. március 18-án indult az első 114-es járat. 2014. február 3-tól a járat Uránvárosig közlekedik 104-es jelzéssel.
2016. szeptember 1-jétől 4-es jelzéssel közlekedik.
2017. szeptember 1-jétől újra közlekedik István-akna és Uránváros között.

## Útvonala
| Uránváros → Árkád → Budai Állomás → István-akna | Petőfi-akna/István-akna → Budai Állomás → Árkád → Főpályaudvar |
| --- | --- |
| Uránváros – Ürögi sor – Makay István út – Esztergár Lajos utca – Veress Endre utca – Mártírok útja – Szabadság utca – Indóház tér – Vasút utca – Kálvin utca – Bajcsy-Zsilinszky utca – Rákóczi út – Rákóczi út – Zsolnay Vilmos utca – Pécsváradi út – Őrmezei út – Búzakalász utca – Somogy utca – forduló – Somogy utca – Kőbánya utca – Rücker-akna – István-akna – István-akna | Petőfi-akna – M utca – Bencze József utca – Bethlen Gábor utca – Szövetkezet utca – Mázsaház utca – Búzakalász utca – Őrmezei út – Pécsváradi út – Zsolnay Vilmos utca – Rákóczi út – Rákóczi út – Bajcsy-Zsilinszky utca – Kálvin utca – Vasút utca – Indóház tér – Szabadság utca – Mártírok útja – Veress Endre utca – Esztergár Lajos utca – Makay István út – Ürögi sor – Uránváros |
| Uránváros – Ürögi sor – Makay István út – Esztergár Lajos utca – Veress Endre utca – Mártírok útja – Szabadság utca – Indóház tér – Vasút utca – Kálvin utca – Bajcsy-Zsilinszky utca – Rákóczi út – Rákóczi út – Zsolnay Vilmos utca – Pécsváradi út – Őrmezei út – Búzakalász utca – Somogy utca – forduló – Somogy utca – Kőbánya utca – Rücker-akna – István-akna – István-akna | István-akna – István-akna – Rücker-akna – Kőbánya utca – Somogy utca – forduló – Somogy utca – Búzakalász utca – Őrmezei út – Pécsváradi út – Zsolnay Vilmos utca – Rákóczi út – Rákóczi út – Bajcsy-Zsilinszky utca – Kálvin utca – Vasút utca – Indóház tér – Szabadság utca – Mártírok útja – Veress Endre utca – Esztergár Lajos utca – Makay István út – Ürögi sor – Uránváros      |

## Megállóhelyei
| 104 (István-akna – Árkád – Főpályaudvar – Uránváros) 104 (Petőfi-akna → Árkád → Főpályaudvar → Uránváros) |          |                           |          | |                                                                                              |
| Perc (↓)                                                                                                  | Perc (↓) | Megállóhely               | Perc (↑) | Megállóhelyet érintő járatok | Létesítmények                                                                                |
| 0 | ∫        | Petőfi-akna végállomás    | ∫        | 14, 14Y, 82, 102, 102Y, 104 |                                                                                              |
| 1 | ∫        | M utca                    | ∫        | 14, 14Y, 82, 102, 102Y, 104 |                                                                                              |
| 2 | ∫        | Bencze József utca        | ∫        | 14, 14Y, 82, 102, 102Y, 104 |                                                                                              |
| 3 | ∫        | Vasasi iskola             | ∫        | 14, 14Y, 82, 102, 102Y, 104 | Vasas-Somogy-Hird Óvoda és Általános Iskola                                                  |
| 4 | ∫        | Bethlen Gábor utca        | ∫        | 14, 14Y, 82, 102, 102Y, 104 |                                                                                              |
| 5 | ∫        | Vasasi temető             | ∫        | 13, 13Y, 14, 14Y, 60A, 82, 102, 102Y, 104, 104A, 104Y |                                                                                              |
| 6 | ∫        | Vashíd                    | ∫        | 13, 13Y, 14, 14Y, 60A, 82, 102, 102Y, 104, 104A, 104Y |                                                                                              |
| 7 | ∫        | Gabona utca               | ∫        | 13, 13Y, 14, 14Y, 60A, 82, 102, 102Y, 104, 104A, 104Y |                                                                                              |
| 8 | ∫        | Máladó utca               | ∫        | 13, 13Y, 14, 14Y, 60A, 82, 102, 102Y, 104, 104A, 104Y |                                                                                              |
| ∫ | 0        | István-akna               | 47       | 4, 12, 15, 26, 60A, 82, 104 |                                                                                              |
| ∫ | 1        | István-akna I.            | 46       | 4, 12, 15, 26, 60A, 82, 104 |                                                                                              |
| ∫ | 2        | István-akna II.           | 45       | 4, 12, 15, 26, 60A, 82, 104 |                                                                                              |
| ∫ | 4        | Rücker-akna               | 43       | 15, 26, 82, 104 |                                                                                              |
| ∫ | 5        | Somogy kőbánya            | 41       | 15, 26, 82, 104 |                                                                                              |
| ∫ | 7        | Somogy                    | 39       | 13Y, 14Y, 15, 15A, 25, 26, 82, 102Y, 104, 104Y |                                                                                              |
| ∫ | 9        | Somogy utca               | 38       | 13Y, 14Y, 15, 15A, 25, 26, 82, 102Y, 104, 104Y |                                                                                              |
| 10 | 10       | Somogyi templom           | 36       | 13, 13Y, 14, 14Y, 15, 15A, 25, 26, 60A, 102, 102Y, 104, 104A, 104Y | Somogyi templom                                                                              |
| 11 | 11       | Somogyi temető            | 35       | 13, 13Y, 14, 14Y, 15, 15A, 25, 26, 60A, 102, 102Y, 104, 104A, 104Y | Somogyi temető                                                                               |
| 12 | 12       | Őrmezei út, Szödrös       | 34       | 13, 13Y, 14, 14Y, 15, 15A, 25, 26, 60A, 102, 102Y, 104, 104A, 104Y |                                                                                              |
| 13 | 13       | Murom                     | 33       | 13, 13E, 13Y, 14, 14Y, 15, 15A, 25, 26, 60A, 102, 102Y, 104, 104A, 104E, 104Y · Helyközi autóbuszok |                                                                                              |
| 15 | 15       | Ördögárok                 | 31       | 13, 13Y, 14, 14Y, 15, 15A, 25, 26, 60A, 102, 102Y, 104, 104A, 104Y |                                                                                              |
| 16 | 16       | Danitz puszta             | 30       | 13, 13Y, 14, 14Y, 15, 15A, 25, 26, 60A, 102, 102Y, 104, 104A, 104Y |                                                                                              |
| 17 | 17       | Eperfás út                | 29       | 13, 13E, 13Y, 14, 14Y, 15, 15A, 25, 26, 60A, 102, 102Y, 104, 104A, 104E, 104Y · Helyközi autóbuszok | Biokom telephely                                                                             |
| 18 | 18       | Andrássy út               | 28       | 13, 13Y, 14, 14Y, 15, 15A, 25, 26, 60A, 102, 102Y, 104, 104A, 104Y |                                                                                              |
| 20 | 20       | Budai Állomás             | 26       | 2, 2A, 2E, 4, 4Y, 12, 13, 13E, 13Y, 14, 14Y, 15, 15A, 16, 25, 26, 26A, 30Y, 60, 60A, 60Y, 102, 102Y, 104, 104A, 104E, 104Y · Helyközi autóbuszok | Tesco, Autóbusz-állomás                                                                      |
| 22 | 22       | Gyárvárosi templom        | 24       | 2, 2A, 4, 4Y, 13, 13E, 13Y, 14, 14Y, 15, 15A, 25, 26, 26A, 30Y, 60, 60A, 60Y, 102, 102Y, 104, 104A, 104E, 104Y | Gyárvárosi templom, Szieberth Róbert Általános Iskola és Alapfokú Művészetoktatási Intézmény |
| 24 | 24       | Mohácsi út                | 23       | 2, 2A, 4, 4Y, 13, 13E, 13Y, 14, 14Y, 15, 15A, 20, 21, 21A, 25, 26, 30Y, 60, 60A, 60Y, 102, 102Y, 104, 104A, 104E, 104Y, 121 · Helyközi autóbuszok |                                                                                              |
| 26 | 26       | Zsolnay-negyed            | 20       | 2, 2A, 4, 4Y, 13, 13E, 13Y, 14, 14Y, 15, 15A, 20, 21, 21A, 30Y, 60, 60A, 60Y, 102, 102Y, 104, 104A, 104E, 104Y, 121 |                                                                                              |
| 28 | 28       | 48-as tér                 | 18       | 2, 2A, 2E, 4, 4Y, 13, 13E, 13Y, 14, 14Y, 15, 15A, 20, 21, 21A, 30Y, 60, 60A, 60Y, 102, 102Y, 104, 104A, 104E, 104Y, 121 · Helyközi autóbuszok · Pécs-Külváros                                                                                                 | Egyetemi kollégium, Egyesített Egészségügyi Intézmény kirendeltsége, EKF kulturális negyed   |
| 31 | 31       | Árkád                     | 15       | 2, 2A, 2E, 3, 3E, 4, 4Y, 6, 6E, 7, 7Y, 8, 13, 13E, 13Y, 14, 14Y, 15, 15A, 22, 23, 23Y, 24, 25, 26, 26A, 27, 27Y, 28, 28A, 28Y, 29, 30, 33, 38, 38Y, 39, 40, 60, 60Y, 73, 73Y, 102, 102Y, 103, 104, 104A, 104E, 104Y, 107E, 109E, 130, 130A, 140               | Árkád, Konzum áruház, Anyakönyvi Önkormányzat, APEH, Skála, Zsinagóga                        |
| 33 | 33       | Vásárcsarnok              | 12       | 4, 4Y, 13, 13E, 13Y, 15, 15A, 30, 31, 32, 32Y, 33, 34Y, 35Y, 44, 46, 60, 60Y, 103, 104, 104A, 104E, 104Y, 109E, 130, 130A | Vásárcsarnok                                                                                 |
| 35 | 35       | Főpályaudvar              | 10       | 3, 3E, 4, 4Y, 6, 6E, 7, 7Y, 8, 13, 13E, 13Y, 14, 14Y, 15, 15A, 20, 30, 31, 32, 32Y, 33, 34, 34Y, 35, 35Y, 36, 37, 38, 38Y, 39, 40, 41, 41E, 41Y, 42, 42Y, 43, 44, 46, 47, 73, 73Y, 104, 104A, 104E, 104Y, 130, 130A, 140 · Helyközi autóbuszok · Főpályaudvar | Vasútállomás                                                                                 |
| 37 | 37       | Rét utca                  | 9        | 4, 4Y, 104, 104A, 104E, 104Y · Helyközi autóbuszok |                                                                                              |
| 38 | 38       | Kandó Kálmán utca         | 7        | 4, 4Y, 104, 104A, 104E, 104Y |                                                                                              |
| ∫ | ∫        | Megyeri út                | 6        | 4, 4Y, 104, 104A, 104E, 104Y · Helyközi autóbuszok |                                                                                              |
| 39 | 39       | Sportcsarnok              | ∫        | 4, 4Y, 104, 104A, 104E, 104Y · Helyközi autóbuszok |                                                                                              |
| 40 | 40       | Műjégpálya                | 5        | 1, 4, 4Y, 55, 104, 104A, 104E, 104Y |                                                                                              |
| 41 | 41       | Szőnyi Ottó utca, rendelő | 4        | 4, 4Y, 104, 104A, 104E, 104Y |                                                                                              |
| 42 | 42       | Mecsek Áruház             | 2        | 1, 2, 2A, 2E, 4, 4Y, 21, 21A, 22, 23, 23Y, 24, 102, 102Y, 104, 104A, 104E, 104Y, 121 · Helyközi autóbuszok |                                                                                              |
| 44 | 44       | Olympia Üzletház          | 1        | 1, 2, 2A, 2E, 4, 4Y, 21, 21A, 22, 23, 23Y, 24, 102, 102Y, 104, 104A, 104E, 104Y, 121 |                                                                                              |
| 46 | 46       | Uránváros végállomás      | 0        | 1, 2, 2A, 2E, 4, 4Y, 21, 21A, 22, 23, 23Y, 24, 25, 25A, 26, 26A, 27, 27Y, 28, 28A, 28Y, 29, 102, 102Y, 104, 104A, 104E, 104Y, 107E, 121 · Helyközi autóbuszok                                                                                                 |                                                                                              |